# Rhodeus elongatus
Rhodeus elongatus és una espècie extinta de peix de la família dels ciprínids i de l'ordre dels cipriniformes.